# Пам'ятки археології Піщанського району
У Піщанському районі Вінницької області під обліком перебуває 5 пам'яток археології.
| №  | Охоронний № | Найменування пам'ятки                           | Пам'яток у комплексі | Адреса        | Дата (епоха)                             | Дата відкриття або виявлення | Автори (дослід.)        | Рішення про взяття під охорону |
| -- | ----------- | ----------------------------------------------- | -------------------- | ------------- | ---------------------------------------- | ---------------------------- | ----------------------- | ------------------------------ |
| 1. | 774         | Кургани кочовиків                               | 13                   | с. Болган     | XIII-XIV ст. ст. н. е.                   | 1901 р.                      | археолог СецинськийЕ.   | № 31310.06.1971 р.             |
| 2. | 166         | Скіфське городище                               |                      | с. Рудницьке  | VII-III ст. ст. до н. е.                 | 1901 р.                      | археолог СецинськийЕ.   | № 9617.02.1983 р.              |
| 3. | 771773      | Поселення трипільської і черняхівської культури | 2                    | с. Студена    | IV-III тис. до н. е. II—IV ст. ст. н. е. | 1929 р.                      | археолог Т. Зборовський | № 31310.06.1971 р.             |
| 4. | 772         | Поселення трипільської культури                 |                      | с. Трибусівка | IV-III тис. до н. е.                     | 1929 р.                      | археолог Т. Зборовський | № 31310.06.1971 р.             |
| 5. | 162         | Група курганів                                  |                      | с. Трибусівка | -                                        | 1983 р.                      | В. Д. Гопак             | № 7520.02.1985 р.              |
|    |             |                                                 |                      |               |                                          |                              |                         |                                |

## Джерело
- Пам'ятки Вінницької області